# Pascal Bédard
Pascal Bédard (né le 11 décembre 1980 à Saint-Jérôme, au Québec au Canada) est un joueur canadien de hockey sur glace.

## Carrière de joueur
Après une saison avec les Castors de Matane de la Ligue de Hockey Sénior de l'Est du Québec, il commence sa carrière professionnelle en France avec le Anglet Hormadi Élite du Super 16 où il évolue durant deux saisons.
En 2004, Bédard revient en Amérique du Nord pour y poursuivre sa carrière. Il rejoint alors les Jackalopes d'Odessa de la Ligue centrale de hockey. Il y resta jusqu'à la fin de la saison 2006-2007.
Il s'aligne ensuite une saison avec le Prairie Thunder de Bloomington de la nouvelle Ligue internationale de hockey, puis une saison avec le Thunder de Wichita.
À l'automne 2009, il dispute quatre matchs avec le Marquis de Saguenay de la Ligue nord-américaine de hockey.

## Statistiques
| Saison     | Équipe                         | Ligue         |    | Saison régulière | Saison régulière | Saison régulière | Saison régulière | Saison régulière |   | Séries éliminatoires | Séries éliminatoires | Séries éliminatoires | Séries éliminatoires | Séries éliminatoires |
| Saison     | Équipe                         | Ligue         | PJ | B                | A                | Pts              | Pun              | PJ               | B | A                    | Pts                  | Pun                  |                      |                      |
| 1998-1999  | Panthères de Saint-Jérôme      | LHJAAAQ       | 15 | 1                | 4                | 5                | 10               | -                | - | -                    | -                    | -                    |                      |                      |
| 1999-2000  | Panthères de Saint-Jérôme      | LHJAAAQ       | 45 | 8                | 33               | 41               | 64               | -                | - | -                    | -                    | -                    |                      |                      |
| 2001-2002  | Castors de Matane              | LHSEQ[Quoi ?] | 30 | 7                | 39               | 46               | 44               | -                | - | -                    | -                    | -                    |                      |                      |
| 2002-2003  | Anglet Hormadi Élite           | Super 16      | 24 | 3                | 7                | 10               | 79               | -                | - | -                    | -                    | -                    |                      |                      |
| 2003-2004  | Anglet Hormadi Élite           | Super 16      | 26 | 7                | 9                | 16               | 78               | 9                | 1 | 2                    | 3                    | 29                   |                      |                      |
| 2004-2005  | Jackalopes d'Odessa            | LCH           | 56 | 7                | 16               | 23               | 53               | -                | - | -                    | -                    | -                    |                      |                      |
| 2005-2006  | Jackalopes d'Odessa            | LCH           | 64 | 7                | 28               | 35               | 75               | 11               | 4 | 3                    | 7                    | 10                   |                      |                      |
| 2006-2007  | Jackalopes d'Odessa            | LCH           | 64 | 4                | 21               | 25               | 86               | -                | - | -                    | -                    | -                    |                      |                      |
| 2007-2008  | Prairie Thunder de Bloomington | LIH           | 70 | 3                | 21               | 24               | 56               | -                | - | -                    | -                    | -                    |                      |                      |
| 2008-2009  | Thunder de Wichita             | LCH           | 41 | 1                | 19               | 20               | 34               | -                | - | -                    | -                    | -                    |                      |                      |
| 2009-2010  | Marquis de Saguenay            | LNAH          |    | 4                | 0                | 3                | 3                | 8                |   | -                    | -                    | -                    | -                    | -                    |
| Totaux LCH | Totaux LCH                     | Totaux LCH    |    | 225              | 19               | 84               | 103              | 248              |   | 11                   | 4                    | 3                    | 7                    | 10                   |